# Ліновський ялицевий ліс
Ліновський ялицевий ліс — пам'ятка природи республіканського значення у Білорусі. Знаходиться в 7 км на південь від залізничної станції Оранчіци Пружанського району, територія Ліновського лісництва Пружанського лісгоспу. Загальна площа — 16,7 га.
Ялицевий ліс виявлений і досліджений в 1994–1995 уроках. На двох ділянках площею близько 3 га ростуть 12 різновікових дерев ялиці білої. Вік найстаріших дерев — близько 60 років.
Ялиця біла — дуже рідкісний, реліктовий європейський вид, занесений до Червоної книги Республіки Білорусь. На території Білорусі, крім Ліновського лісу, росте ще тільки в одному місці — на східній околиці Біловезької пущі. Найближчі ареали — Волинь (незначні території) і Карпати.
Ліновський ялицевий ліс був одним з кандидатів на участь в голосуванні в конкурсі «Сім чудес Білорусі».